# Kavalergarda

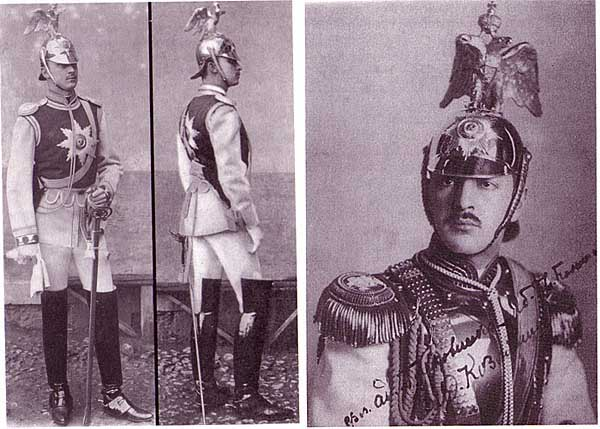
Důstojník kavalergardy

Kavalergarda (rusky Кавалергардский полк) byl elitní, těžký jízdní pluk ruské carské armády, skládající se výhradně z příslušníků šlechtických rodin, známý mimo jiné svou účastí v bitvě u Slavkova.
Vytvořen byl de facto až reformou jízdních sborů carské gardy v roce 1800, ale jeho původ sahá do roku 1724, roku 1764 byl jeho předchůdce, jízdní gardový pluk reformován Kateřinou II. Velikou. Podobně jako jiné těžké jízdní pluky carské gardy byl veden jako kyrysnický (s určitými odlišnostmi v uniformě a vybavení ve srovnání s běžnými kyrysnickými pluky). Rozpuštěn byl roku 1918.

## Bojové nasazení

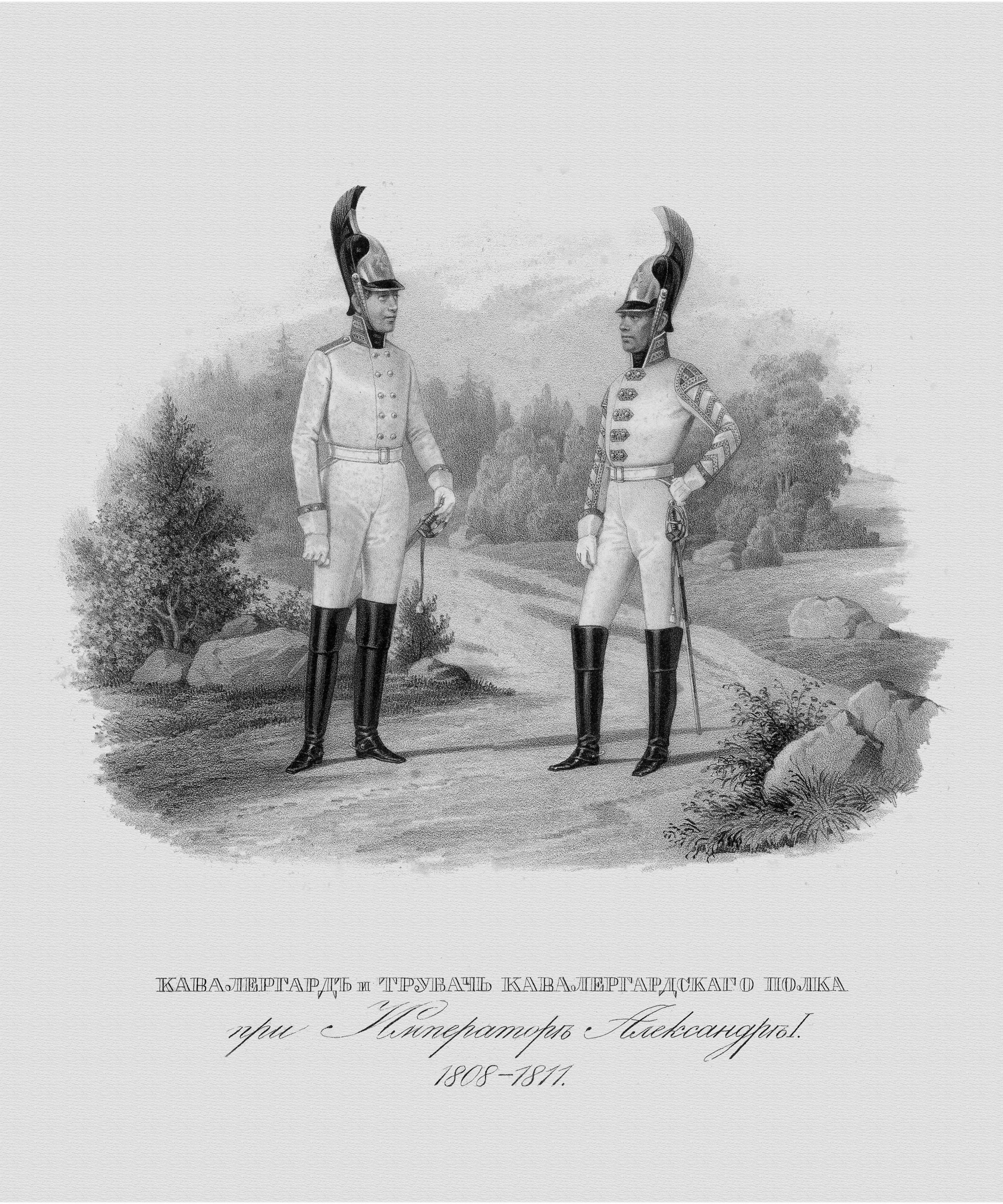
1812

- 1805 – Bitva u Slavkova, kde kavalergarda statečně kryla ústup pěchoty pod velením knížete Repnina
- 1807 – Bitva u Heilsbergu
- 1812 – Vlastenecká válka, kde se pluk vyznamenal v bitvě u Borodina, ačkoli na jejím začátku přišel o svého plukovníka
- 1813 – Lützen, Kulm, Lipsko
- 1831 – Polské povstání
- 1914 – 1. světová válka

V pluku sloužilo mnoho významných osobností jako například Carl Gustaf Emil Mannerheim a kníže Potěmkin.